# Wöllersdorf-Steinabrückl
Wöllersdorf-Steinabrückl är en kommun  i Österrike. Den ligger i distriktet Wiener Neustadt-Land i förbundslandet Niederösterreich, 40 kilometer söder om huvudstaden Wien. 
Kommunen består av två orter (Ortschaften) (inom parentes invånarantal 1 januari 2024):
- Steinabrückl (2 167)
- Wöllersdorf (2 839)